# Chelsea (Manhattan)

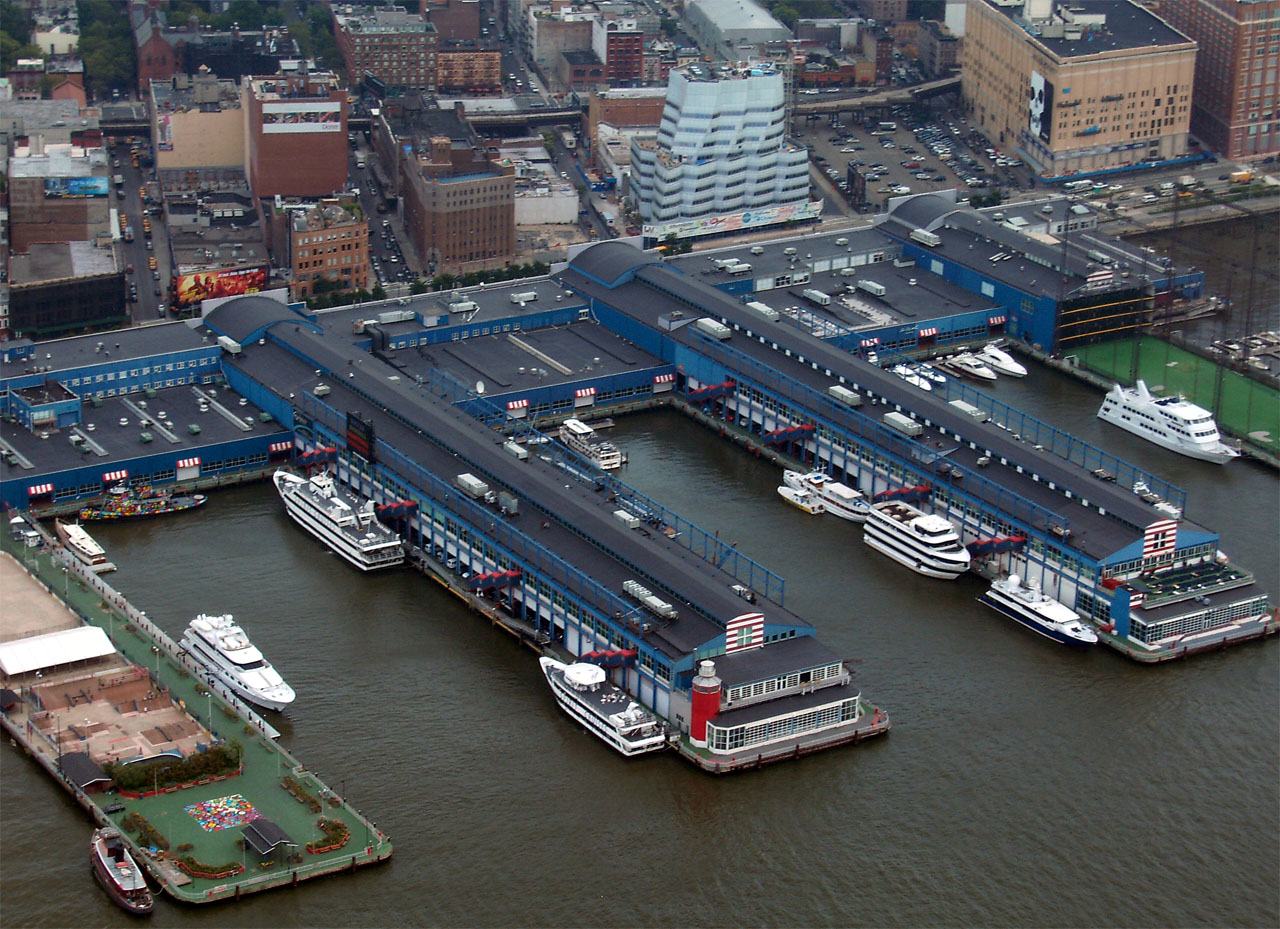
Die Chelsea Piers an der Waterfront von Chelsea

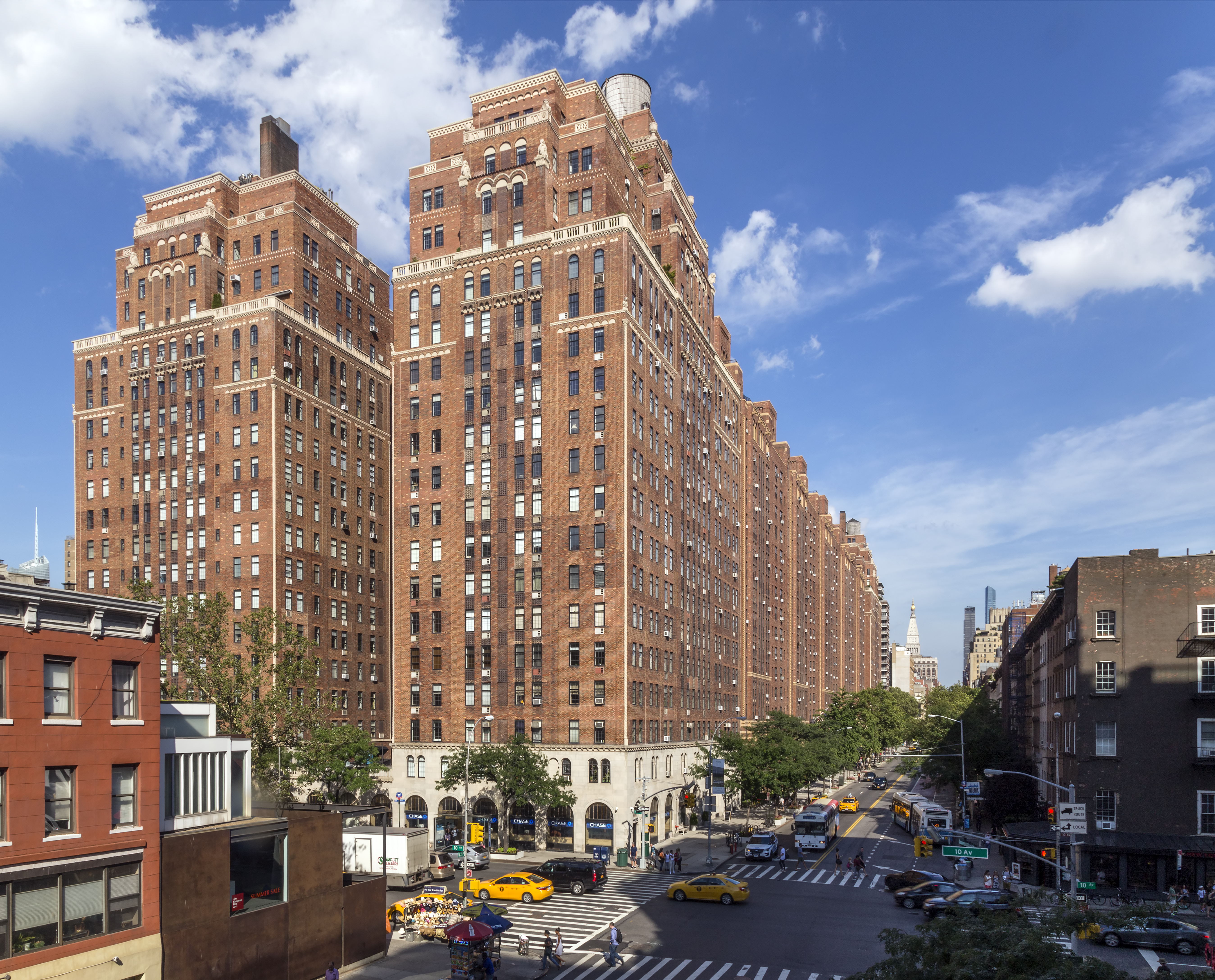
London Terrace zwischen der 9th und 10th Avenue

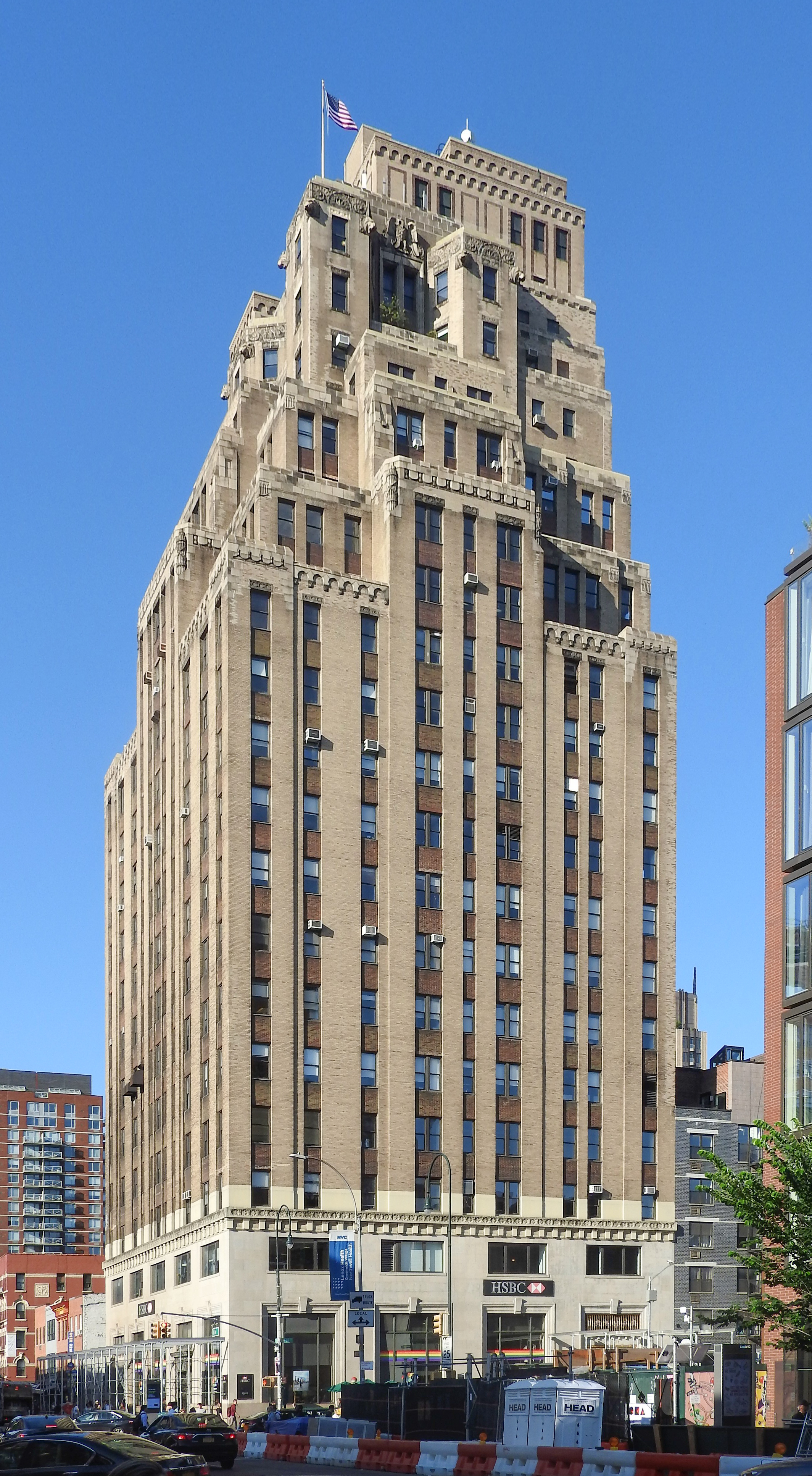
80 Eight Avenue wurde 1929 im Art Deco-Stil erbaut.

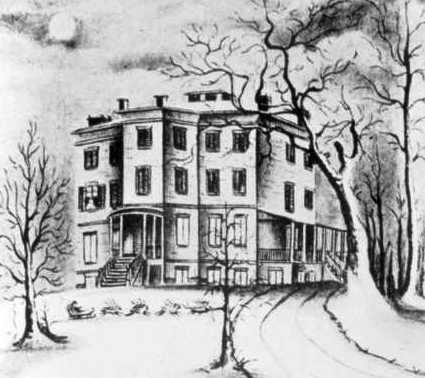
Landgut Chelsea, gezeichnet von Mary C. Ogden (1855)

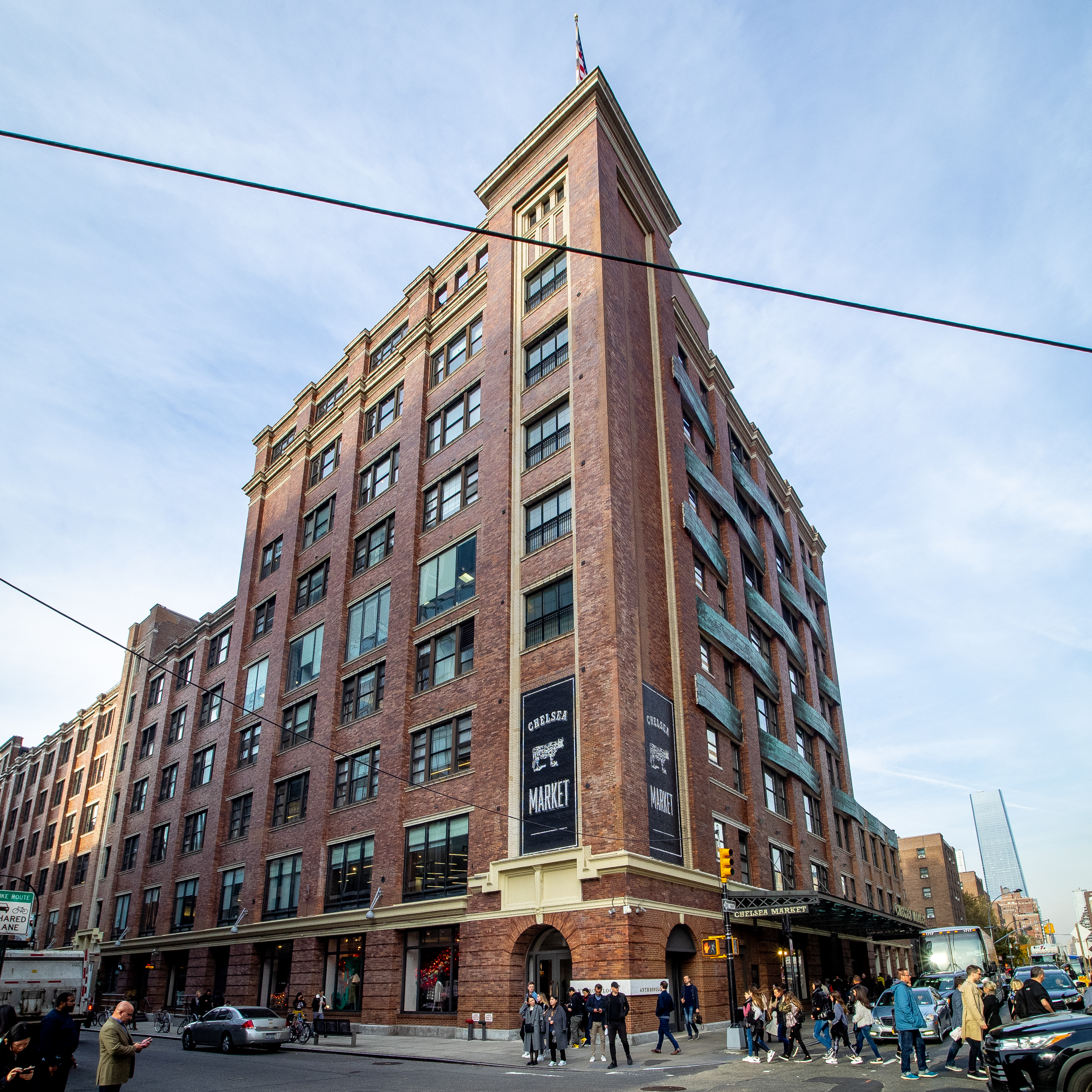
Die Lebensmittelhalle Chelsea Market im Jahr 2019

Chelsea ist ein Stadtteil im Stadtbezirk (Borough) Manhattan in New York City. Als Teil von Midtown Manhattan liegt er auf der Westseite der gleichnamigen Insel und ist nach dem Royal Hospital Chelsea in London, England, benannt.
Laut US-Census von 2020 hatte Chelsea 56.479 Einwohner. Es ist Teil der Manhattan Community Districts 4 und 5 und gehört zum 10. und 13. Bezirk des New Yorker Polizeidepartements. Die Postleitzahlen (ZIP-Code) sind 10001, 10011, 10018, 10119 und 10199.

## Geographie
Chelsea liegt im Westen von Manhattan am Hudson River als nordwestliche Begrenzung. Benachbarte Stadtteile und begrenzende Straßen sind Hell’s Kitchen und Garment District sowie die W 34th Street im Nordosten, Midtown South, Flatiron District und NoMad sowie die Eighth Avenue, West 26th Street und Sixth Avenue im Südosten, Meatpacking District und West Village (beide Viertel gehören zu Greenwich Village) sowie die W 14th Street im Südwesten. Ein Teil von Chelsea ist das 2005 neu ausgewiesene und aufstrebende Viertel Hudson Yards. Einst war die Gegend von der Eighth Avenue im Südosten begrenzt, aber seit 1883 mit dem Bau eines neuen Wohnblocks begonnen wurde, aus dem später das Chelsea Hotel entstanden ist, werden auch Gebiete bis zur Sixth Avenue zu Chelsea gerechnet.

## Beschreibung
Die Gegend besteht hauptsächlich aus einer Mischung von Wohnblöcken und umgebauten Lagerhäusern (Lofts). Dies spiegelt sich auch in seinen kommerziellen Schwerpunkten wider: Restaurants und Bekleidungsgeschäfte überwiegen hier. Als das größte Lesben- und Schwulenviertel von New York City hat Chelsea einen hohen schwulen Bevölkerungsanteil, dem das Stereotyp gilt, sie seien bodygebuildete „Chelsea boys“. In jüngeren Jahren ist Chelsea zu einem Zentrum der New Yorker Kunstszene geworden, da sich eine wachsende Zahl von Galerien aus SoHo für einen Standortwechsel nach Chelsea entschieden hat; unter den Galerien sind die von Larry Gagosian, Leo König und David Zwirner. Es gibt mehrere Museen, darunter das Chelsea Art Museum. Auch die 1995 neu gestalteten Chelsea Piers, der Hudson River Park und die von 2006 bis 2019 errichtete Parklanlage High Line auf einer ehemaligen Bahntrasse haben das Viertel attraktiver gemacht. Im Norden von Chelsea entstanden seit 2010 die neuen Wolkenkratzer-Komplexe Hudson Yards und Manhattan West. Dort befinden sich des Weiteren der Bahnhof Penn Station mit der Moynihan Train Hall und die bekannte Veranstaltungshalle Madison Square Garden.
Die Architektur von Chelsea ist ausgeprägt und vielseitig. An der Grenze zu Midtown dominieren Hochhäuser. Richtung Süden werden die Hochhäuser immer niedriger und in der Mitte gibt es hauptsächlich Lofts und Mietappartements. An der Grenze zu Greenwich Village und East Village dominieren billige Miethäuser und einzelne Mehrfamilienwohnungen. Hochhäuser und Lofts sind im südlichen Teil nur selten anzutreffen. Am Hudson nimmt der Wohnanteil etwas ab. Die Gebiete rund um Hudson sind von günstigen Restaurants, Hafenlagern und Fabriken geprägt.

## Geschichte
Der Name des Stadtviertels kommt von dem ehemals ländlichen Gutshof „Chelsea“, auf dem Clement Clarke Moore geboren wurde.  Mitten im 19. Jahrhundert wurde dieses Anwesen im Zuge der Ausbreitung der Stadt New York durch hochpreisige Reihenhäuser ersetzt. Der ehemals ländliche Charme musste der Streckenführung der Gütereisenbahn Hudson River Railroad weichen, die 1847 in der 10. und 11. Avenue entstand und Chelsea somit vom Hudson River trennte. Clement Clarke Moore spendete den Obstgarten, auf dem seine Apfelbäume wuchsen, an das General Theological Seminary, das seinen neugotischen Campus dort baute.
Um die Jahrhundertwende vom 19. ins 20. Jahrhundert wohnten in der Gegend überwiegend Menschen irischer Herkunft.  Darunter waren viele Hafenarbeiter, die mit der Verladung von Schiffsgut von und nach der Gütereisenbahn beschäftigt waren. Die manchmal etwas rauen Sitten dieser Welt waren Thema des Films Die Faust im Nacken (1954) und des Jazz-Balletts von Richard Rodgers, „Slaughter on Tenth Avenue“ (1936).
Chelsea entwickelte sich früh zu einem Zentrum der Filmindustrie vor dem Ersten Weltkrieg. Einige der ersten Filme mit Mary Pickford wurden in den oberen Stockwerken eines Munitionslagers in der West 26th Street gedreht.

## Demographie
Im Jahr 2020 hatte das United States Census Bureau die statistischen Zählbezirke (Areas und Tracts) neu konfiguriert. Somit sind die vor 2020 erzielten Daten meist nicht mehr mit den ab 2020 erhobenen Daten vergleichbar, des Weiteren sind die Zählbezirke Neighborhood Tabulations Area (NTA) und Census Tracts meist nicht deckungsgleich mit den genannten Stadtteilgrenzen. Da dies auch bei Chelsea zutrifft, werden die Census Blocks als kleinste Einheit zur Berechnung verwendet.
Chelsea wird überwiegend von Weißen bewohnt, die fast 60 % der Einwohnerschaft bilden. Laut Volkszählung von 2020 hatte der Stadtteil in den angegebenen Grenzen 56.479 Einwohner bei einer Einwohnerdichte von 26.269 pro km². Hier lebten 33.491 (59,3 %) Weiße, 9.663 (17,1 %) Hispanics und Latinos, 6.923 (12,´3 %) Asiaten, 3.486 (6,2 %) Schwarze/Afroamerikaner,	556 (1 %) aus anderen Ethnien und 2.360 (4,2 %) aus zwei oder mehr Ethnien.